# Masters 1988 (tennis)
De 19e editie van de Masters 1988 werd  in het Amerikaanse New York gehouden. Het tennistoernooi werd van 30 november tot 7 december 1988 in de Madison Square Garden op tapijtbanen gespeeld. Het deelnemersveld bestond uit de beste acht spelers op de ATP Rankings.

## Enkelspel

### Deelnemers
De als zesde geplaatste Zweed Kent Carlsson en de als zevende geplaatste Amerikaan Jimmy Connors zagen af van deelname. De deelnemers waren
| Ranking | Speler        | Prestatie    |
| ------- | ------------- | ------------ |
| 1.      | Mats Wilander | Groepsfase   |
| 2.      | Ivan Lendl    | Halve finale |
| 3.      | Andre Agassi  | Groepsfase   |
| 4.      | Boris Becker  | Winnaar      |
| 5.      | Stefan Edberg | Groepsfase   |
| 6.      | Jakob Hlasek  | Halve finale |
| 7.      | Henri Leconte | Groepsfase   |
| 8.      | Tim Mayotte   | Groepsfase   |

### Groepsfase
De eindstand in de groepsfase wordt bepaald door achtereenvolgend te kijken naar eerst het aantal overwinningen in combinatie met het aantal wedstrijden. Mochten er dan twee spelers gelijk staan wordt er naar het onderling resultaat gekeken. Mocht het aantal overwinningen en wedstrijden bij drie of vier spelers gelijk wordt er gekeken naar het percentage gewonnen sets en eventueel gewonnen games. Als er dan nog steeds geen ranglijst opgemaakt kan worden dan beslist de wedstrijd commissie.

#### Rod Laver Groep
|               |               | Uitslag         |
| ------------- | ------------- | --------------- |
| Boris Becker  | Henri Leconte | 6-0, 1-0 opgave |
| Stefan Edberg | Mats Wilander | 6-2, 6-2        |
| Henri Leconte | Stefan Edberg | 6-4, 6-2        |
| Boris Becker  | Mats Wilander | 7-6, 6-7, 6-1   |
| Mats Wilander | Henri Leconte | 6-2, 6-4        |
| Stefan Edberg | Boris Becker  | 7-6, 3-6, 6-4   |

| Nr. | Speler        | Wedstrijd W - V | Sets W - V | Games W - V |
| --- | ------------- | --------------- | ---------- | ----------- |
| 1   | Stefan Edberg | 2-1             | 4-3        | 34-32       |
| 2   | Boris Becker  | 2-1             | 5-3        | 42-30       |
| 3   | Mats Wilander | 1-2             | 3-4        | 30-37       |
| 4   | Henri Leconte | 1-2             | 2-4        | 18-25       |

#### Fred Perry Groep
|              |              | Uitslag       |
| ------------ | ------------ | ------------- |
| Andre Agassi | Tim Mayotte  | 6-2, 6-4      |
| Jakob Hlasek | Ivan Lendl   | 4-6, 6-3, 7-5 |
| Jakob Hlasek | Tim Mayotte  | 7-5, 6-3      |
| Ivan Lendl   | Andre Agassi | 1-6, 7-6, 6-3 |
| Jakob Hlasek | Andre Agassi | 6-3, 6-2      |
| Ivan Lendl   | Tim Mayotte  | 6-2, 3-6, 6-3 |

| Nr. | Speler       | Wedstrijd W - V | Sets W - V | Games W - V |
| --- | ------------ | --------------- | ---------- | ----------- |
| 1   | Jakob Hlasek | 3-0             | 6-1        | 42-27       |
| 2   | Ivan Lendl   | 2-1             | 5-4        | 43-43       |
| 3   | Andre Agassi | 1-2             | 3-4        | 32-32       |
| 4   | Tim Mayotte  | 0-3             | 1-6        | 25-40       |

### Knock-outfase
|  | Halve finale | Halve finale | Halve finale | Halve finale | Halve finale |   |              | Finale | Finale        | Finale | Finale | Finale | Finale | Finale |
|  |              |              |              |              |              |   |              |        |               |        |        |        |        |        |
|  | 6            | Jakob Hlasek | 6            | 6            |              |   |              |        |               |        |        |        |        |        |
|  | 4            | Boris Becker | 7            | 7            |              |   |              |        |               |        |        |        |        |        |
|  | 4            | Boris Becker | 7            | 7            |              | 4 | Boris Becker | 5      | 7             | 3      | 6      | 7      |        |        |
|  |              |              |              |              |              | 4 | Boris Becker | 5      | 7             | 3      | 6      | 7      |        |        |
|  |              | 2            | Ivan Lendl   | 7            | 65           | 6 | 2            | 65     |               |        |        |        |        |        |
|  | 5            | 2            | Ivan Lendl   | 7            | 65           | 6 | 2            | 65     | Stefan Edberg | 3      | 6      |        |        |        |
|  | 5            |              |              |              |              |   |              |        | Stefan Edberg | 3      | 6      |        |        |        |
|  | 2            | Ivan Lendl   | 6            | 7            |              |   |              |        |               |        |        |        |        |        |

## Dubbelspel
De Masters 1988 dubbelspeltoernooi plaats in Londen . Het tennistoernooi werd van 7 tot en met 11 december 1988 op tapijtbanen gespeeld. Het deelnemersveld bestond uit de beste acht dubbels op de ATP Rankings.
De acht geplaatste dubbels:

### Deelnemers
Het Amerikaanse/Zuid-Afrikaanse duo David Pate en Kevin Curren liet verstek gaan.
| Ranking | Speler                        | Prestatie    |
| ------- | ----------------------------- | ------------ |
| 1.      | Ken Flach Robert Seguso       | vijfde       |
| 2.      | John Fitzgerald Anders Järryd | Halve finale |
| 3.      | Rick Leach Jim Pugh           | Winnaars     |
| 4.      | Sergio Casal Emilio Sánchez   | finale       |
| 5.      | Jorge Lozano Todd Witsken     | halve finale |
| 6.      | Pieter Aldrich Danie Visser   | zesde        |
| 7.      | Martin Davis Brad Drewett     | achtste      |
| 8.      | Kelly Evernden Johan Kriek    | zevende      |

### Groepsfase
De eindstand in de groepsfase wordt bepaald door achtereenvolgend te kijken naar eerst het aantal overwinningen in combinatie met het aantal wedstrijden. Mochten er dan twee koppels gelijk staan wordt er naar het onderling resultaat gekeken. Mocht het aantal overwinningen en wedstrijden bij drie of vier koppels gelijk wordt er gekeken naar het percentage gewonnen sets en eventueel gewonnen games. Als er dan nog steeds geen ranglijst opgemaakt kan worden dan beslist de wedstrijd commissie.

#### Groep A
|                               |                             | Uitslag            |
| ----------------------------- | --------------------------- | ------------------ |
| Pieter Aldrich Danie Visser   | Martin Davis Brad Drewett   | 6–3, 7–6, 6–4      |
| John Fitzgerald Anders Järryd | Rick Leach Jim Pugh         | 6–1, 6–2, 6–4      |
| Rick Leach Jim Pugh           | Martin Davis Brad Drewett   | 6–4, 6–4, 6–7, 6–1 |
| John Fitzgerald Anders Järryd | Pieter Aldrich Danie Visser | 6–4, 6–4, 6–7, 6–3 |
| John Fitzgerald Anders Järryd | Martin Davis Brad Drewett   | 6–4, 6–7, 7–5, 6–3 |
| Rick Leach Jim Pugh           | Pieter Aldrich Danie Visser | 6–4, 6–4, 6–3      |

| Nr. | Speler                        | Wedstrijd W - V | Sets W - V | Games W - V |
| --- | ----------------------------- | --------------- | ---------- | ----------- |
| 1   | John Fitzgerald Anders Järryd | 3-0             | 9-2        | 67-44       |
| 2   | Rick Leach Jim Pugh           | 2-1             | 6-4        | 49-45       |
| 3   | Pieter Aldrich Danie Visser   | 1-2             | 4-6        | 48-55       |
| 4   | Martin Davis Brad Drewett     | 0-3             | 2-9        | 48-68       |

#### Groep B
|                             |                             | Uitslag                 |
| --------------------------- | --------------------------- | ----------------------- |
| Jorge Lozano Todd Witsken   | Sergio Casal Emilio Sánchez | 6–4, 7–6, 6–1           |
| Ken Flach Robert Seguso     | Kelly Evernden Johan Kriek  | 6–4, 6–7, 6–1, 6–2      |
| Kelly Evernden Johan Kriek  | Jorge Lozano Todd Witsken   | 6–4, 6–3, 2–6, 6–4      |
| Sergio Casal Emilio Sánchez | Ken Flach Robert Seguso     | 6–2, 6–2, 5–7, 1–6, 7–6 |
| Sergio Casal Emilio Sánchez | Kelly Evernden Johan Kriek  | 4–6, 6–4, 7–6, 6–3      |
| Jorge Lozano Todd Witsken   | Ken Flach Robert Seguso     | 6–2, 2–6, 2–6, 6–3, 7–6 |

| Nr. | Speler                      | Wedstrijd W - V | Sets W - V | Games W - V |
| --- | --------------------------- | --------------- | ---------- | ----------- |
| 1   | Jorge Lozano Todd Witsken   | 2-1             | 6-6        | 59-61       |
| 2   | Sergio Casal Emilio Sánchez | 2-1             | 6-5        | 59-54       |
| 3   | Ken Flach Robert Seguso     | 1-2             | 7-7        | 70-62       |
| 4   | Kelly Evernden Johan Kriek  | 1-2             | 5-7        | 53-64       |

### Knock-outfase

#### Om plek 5
| Om plek 5 |                             |   |   |   |
|           |                             |   |   |   |
| 1         | Ken Flach Robert Seguso     | 6 | 6 | 7 |
| 6         | Pieter Aldrich Danie Visser | 4 | 7 | 5 |

#### Om plek 7
| Om plek 7 |                            |   |   |  |
|           |                            |   |   |  |
| 8         | Kelly Evernden Johan Kriek | 6 | 7 |  |
| 7         | Martin Davis Brad Drewett  | 4 | 5 |  |

#### Finales
|  | Halve finale | Halve finale                | Halve finale                | Halve finale | Halve finale | Halve finale | Halve finale |                               |   | Finale | Finale | Finale | Finale | Finale | Finale | Finale |
|  |              |                             |                             |              |              |              |              |                               |   |        |        |        |        |        |        |        |
|  | 3            | Rick Leach Jim Pugh         | 7                           | 6            | 6            |              |              |                               |   |        |        |        |        |        |        |        |
|  | 5            | Jorge Lozano Todd Witsken   | 6                           | 1            | 2            |              |              |                               |   |        |        |        |        |        |        |        |
|  | 5            | Jorge Lozano Todd Witsken   | 6                           | 1            | 2            |              | 3            | Rick Leach Jim Pugh           | 6 | 6      | 2      | 6      |        |        |        |        |
|  |              |                             |                             |              |              |              |              | Rick Leach Jim Pugh           | 6 | 6      | 2      | 6      |        |        |        |        |
|  |              | 4                           | Sergio Casal Emilio Sánchez | 4            | 3            | 6            | 0            |                               |   |        |        |        |        |        |        |        |
|  | 2            | 4                           | Sergio Casal Emilio Sánchez | 4            | 3            | 6            | 0            | John Fitzgerald Anders Järryd | 5 | 0      | 2      |        |        |        |        |        |
|  | 2            |                             |                             |              |              |              |              | John Fitzgerald Anders Järryd | 5 | 0      | 2      |        |        |        |        |        |
|  | 4            | Sergio Casal Emilio Sánchez | 7                           | 6            | 6            |              |              |                               |   |        |        |        |        |        |        |        |